# Thunderstruck
Thunderstruck е сингъл и песен от албума The Razors Edge  на австралийската хардрок група Ей Си/Ди Си (AC/DC) издадена през 1990 г.
Песента е издадена като сингъл в Германия, Австралия и Япония, и достига до № 5 за САЩ в Billboard Hot Mainstream Rock Tracks. През 2010 г. „Thunderstruck“ оглавява Triple M е Ultimate 500 Rock Countdown в Мелбърн, Австралия. В челната петица са всички Ей Си/Ди Си (AC/DC) песни.
Видеото, което придружава сингъла е заснето в Лондон е Brixton Academy на 17 август 1990 г. Членовете от публиката участвала в отделните сцени получават безплатни тениски с надписа: „AC / DC – Thunderstruck“ на лицевата страна и датата на гърба. Тези тениски са били носени от всички членове на публика по време на снимките за видеото.
Песента се е продала в над един милион дигитални копия, тъй като тя е станала достъпна за дигитален даунлоуд.

## Състав
- Брайън Джонсън – вокали
- Ангъс Йънг – соло китара
- Малкълм Йънг – ритъм китара, беквокали
- Клиф Уилямс – бас китара, беквокали
- Фил Ръд – барабани
- Продуцент – Джон „Мът“ Ланг (John „Mutt“ Lange)